# Echemus chaperi
Echemus chaperi är en spindelart som beskrevs av Simon 1885. Echemus chaperi ingår i släktet Echemus och familjen plattbuksspindlar. Inga underarter finns listade i Catalogue of Life.